# Cratere di Kursk
Il cratere di Kursk è un cratere meteoritico situato in Russia, nei pressi di Kursk, località da cui prende il nome. Il cratere non è visibile in quanto è totalmente sepolto sotto la superficie del suolo.
Il cratere ha un diametro di 5,5 km e un'età stimata in 250 ± 80 milioni di anni (Permiano).